# Natalia Starr
Natalia Starr (Ostrów Mazowiecka; 22 de marzo de 1993) es una actriz pornográfica y modelo fetichista y de glamour polaca nacionalizada estadounidense.

## Biografía

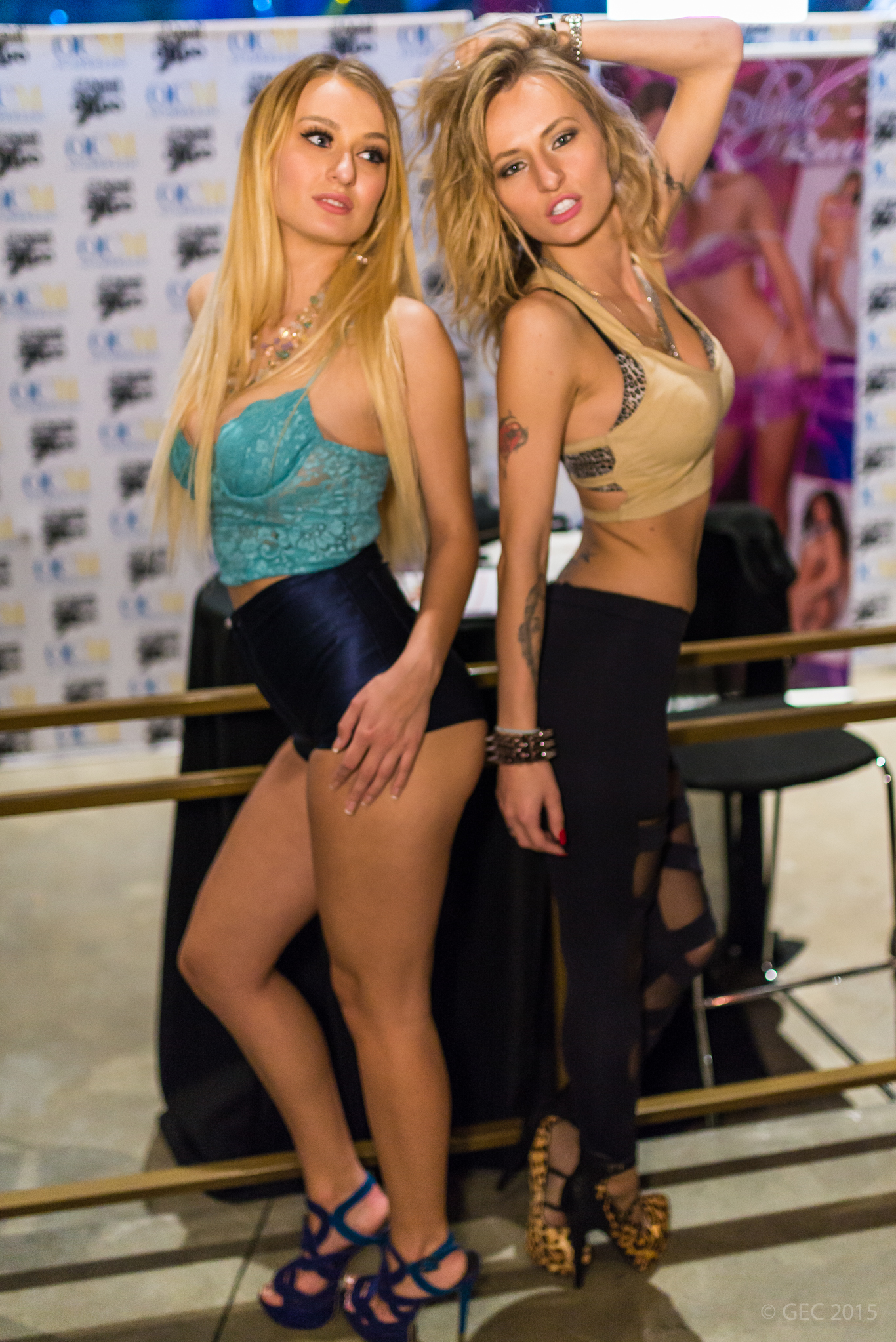
Natalia (izq.) junto a su hermana Natasha (dcha.) en la Expo AVN de 2015.

Natalia Starr, nombre artístico de Katarzyna Tyszka, nació en la ciudad polaca de Ostrów Mazowiecka en marzo de 1993. En las navidades del año 2000, a los siete años, se mudó junto a su familia a los Estados Unidos, residiendo en los barrios neoyorquinos de Williamsburg, Brooklyn y Queens.
Es hermana pequeña de la también actriz pornográfica Natasha Starr. Juntas han realizado diversas colaboraciones con el nombre de The Starr Sisters, y han aparecido junto a otras actrices como Daisy Marie, Misty Stone, Alexa Aimes, Layton Benton, Cassandra Cruz, Mia Isabella y Vicki Chase en la premier de la séptima temporada de Sons of Anarchy.
Entró en la industria del cine para adultos en agosto de 2012, a la edad de 19 años, después de ser contactada por la agencia LA Direct Models. Empezó como modelo de glamour para Digital Desire y Twistys, llegando a ser también Cyber Girl para Playboy.
Desde sus comienzos, ha trabajado para algunos de los principales estudios del sector como Evil Angel, Vixen, Mile High, Elegant Angel, Bang Bros, Smash Pictures, Girlfriends Films, New Sensations, Pure Play Media o Red Light District.
En 2013, The Starr Sisters fueron elegidas Penthouse Pet de la revista Penthouse. Son las primeras hermanas que llegan a ser Penthouse Pets en toda la historia de la revista. Natalia lo fue en julio de 2013 y Natasha la sucedió en agosto de ese año.
En 2014, Natalia Starr estuvo nominada en los Premios AVN y XBIZ en las respectivas categorías de Mejor actriz revelación.
Algunos títulos de su filmografía son Booty Club, I Love My Mom's Big Tits, Hardcore Pleasures, Morning Wood 2, My Sister Has A Thick White Booty, Wet and New o When Girls Play.
Ha realizado más de 760 películas como actriz pornográfica.

## Premios y nominaciones
| Año  | Ceremonia           | Resultado | Premio                                                       | Trabajo                                  |
| ---- | ------------------- | --------- | ------------------------------------------------------------ | ---------------------------------------- |
| 2014 | Premios AVN         | Nominada  | Mejor actriz revelación                                      | —                                        |
| 2014 | Premios XBIZ        | Nominada  | Mejor actriz revelación                                      | —                                        |
| 2015 | Premios AVN         | Nominada  | Premio fan: Mejores pechos                                   | —                                        |
| 2016 | Premios AVN         | Nominada  | Premio fan: Mejores pechos                                   | —                                        |
| 2017 | Premios AVN         | Nominada  | Mejor escena de sexo lésbico en grupo                        | Lesbian Love Stories 8: Partner Exchange |
| 2017 | Premios AVN         | Nominada  | Premio fan: Estrella mediática                               | —                                        |
| 2018 | Premios AVN         | Nominada  | Artista femenina del año                                     | —                                        |
| 2018 | Premios AVN         | Nominada  | Mejor escena de sexo lésbico en grupo                        | Zebra Girls 4                            |
| 2018 | Premios AVN         | Nominada  | Mejor escena de trío H-M-H                                   | Bottle Service                           |
| 2018 | Premios AVN         | Nominada  | Mejor escena de sexo anal                                    | Back in the Butt                         |
| 2018 | Premios AVN         | Nominada  | Premio fan: Artista femenina favorita                        | —                                        |
| 2018 | Premios XBIZ        | Nominada  | Mejor escena de sexo en película de todo sexo                | Perfectly Natural 11                     |
| 2019 | Premios AVN         | Nominada  | Mejor escena de sexo de chico/chica en producción extranjera | NeverMore                                |
| 2019 | Premios AVN         | Nominada  | Premio fan: Mejores pechos                                   | —                                        |
| 2020 | Premios XBIZ Europa | Nominada  | Mejor escena de sexo en película protagonista                | Turning Nympho                           |
| 2021 | Premios AVN         | Nominada  | Mejor escena de doble penetración                            | Compromise                               |